# Масерија Векија Овест (Напуљ)
Масерија Векија Овест (итал. Masseria Vecchia Ovest) је насеље у Италији у округу Напуљ, региону Кампанија.
Према процени из 2011. у насељу је живело 1233 становника. Насеље се налази на надморској висини од 28 м.